# Kiyoshi Hasegawa
Kiyoshi Hasegawa (長谷 川清?, Hasegawa Kiyoshi; Prefettura di Fukui, 7 maggio 1883 – Tokyo, 2 settembre 1970) è stato un ammiraglio giapponese, attivo durante la seconda guerra sino-giapponese e governatore generale di Formosa nel corso della seconda guerra mondiale, tra la fine del 1940 e la fine del 1944.
Entrò in marina nel 1903 e nel 1905 partecipò alla battaglia di Tsushima a bordo dell'ammiraglia Mikasa; riprese dunque gli studi, completando nel 1909 il Corso B del Collegio navale di Tokyo e specializzandosi nel 1910 in tattica del siluro: infine tra 1912 e 1914, dopo esperienze come istruttore, concluse gli studi al Collegio navale, coronati da nomina a capitano di corvetta e comandante di una torpediniera. Fu integrato nello stato maggiore della 2ª Flotta allo scoppio della prima guerra mondiale, poi nel 1915 fu assegnato a un ufficio del Ministero della marina e l'anno seguente divenne segretario del Ministro Katō Tomosaburō. Dal 1917 al 1920 e di nuovo nel biennio 1923-1925 fu addetto militare a Washington e al rientro in patria, nominato capitano di vascello, comandò in successione il vecchio incrociatore corazzato Nisshin e la potente nave da battaglia Nagato. Dal 1927 fu contrammiraglio e lavorò per lo più in posti direttivi, ad esempio ricoprendo la carica di capo di stato maggiore del 1º Distretto navale (Yokosuka). Alla fine del 1932 fu inviato in Europa e partecipò alla lunga ma sterile conferenza di Ginevra sino alla sua chiusura nel febbraio 1934; assunse dunque, in patria, il posto di vice-ministro della Marina per più di due anni. Sullo scorcio del 1936 ebbe il comando della 3ª Flotta, dispiegata a Shanghai sin dall'incidente del 1932: ebbe dunque un ruolo prominente nella sanguinosa battaglia per la città iniziata nell'agosto 1937, scontro che fece degenerare definitivamente le scaramucce tra Impero giapponese e Repubblica cinese in una guerra aperta. Hasegawa rientrò nell'aprile 1938 a Tokyo, divenne comandante in capo del 1º Distretto navale e nel 1939 fu promosso ammiraglio; infine dal 1940 sedette nel Supremo Consiglio di Guerra. A partire da novembre, comunque, iniziò il mandato di Governatore generale della colonia di Formosa, che sotto di lui si arricchì di basi militari.
Alla fine del 1944 Hasegawa cessò la sua funzione di governatore e tornò a Tokyo per sedere nel Supremo Consiglio per la condotta della guerra, sorta di Gabinetto ristretto per meglio coordinare governo e forze militari nell'ormai disperata lotta contro gli Alleati. Dopo la conclusione delle ostilità, fu brevemente trattenuto come sospetto criminale di guerra, ma mai processato. Si ritirò a vita privata e morì a Tokyo in età avanzata.

## Biografia

### La carriera iniziale e gli anni dieci
Kiyoshi Hasegawa nacque il 7 maggio 1883 nella prefettura di Fukui e nel 1900, a diciassette anni, s'iscrisse all'Accademia navale di Etajima. Studiò nella 31ª classe, per i suoi meriti fu nominato Cavaliere di IV Classe dell'Ordine del Nibbio d'oro e si diplomò il 14 dicembre 1903, sesto su 173 allievi: ottenne il brevetto di aspirante guardiamarina e fu imbarcato sull'incrociatore protetto Matsushima. La nave, tuttavia, fu messa qualche settimana più tardi in riserva in attesa di andare in arsenale e rimpiazzare le macchine, pertanto Hasegawa fu trasferito a bordo della nave da battaglia Yashima con la quale completò la sua crociera d'addestramento. Il 23 maggio 1904, alcuni mesi dopo l'inizio della guerra russo-giapponese, fu riassegnato alla nave da battaglia Mikasa e, il 10 settembre, ricevette la nomina a guardiamarina. Il 27 e 28 maggio 1905 combatté quindi nella celebre battaglia di Tsushima sotto gli ordini dell'ammiraglio Tōgō Heihachirō e, il 5 agosto dello stesso anno, fu portato al grado di sottotenente di vascello. Il 23 settembre fu spostato a terra presso il 3º Distretto navale con quartier generale a Sasebo ma, già il 21 novembre, salì a bordo dell'incrociatore protetto Itsukushima per continuare l'esperienza in mare. L'8 agosto 1906 tornò tra il personale del Distretto navale di Sasebo solo per transitare di nuovo alla Mikasa; lasciò la corazzata il 23 febbraio dell'anno successivo e fu integrato nell'equipaggio della torpediniera (o cacciatorpediniere di terza classe) Shirotae. Il 28 settembre 1907 assunse provvisoriamente il comando di una delle torpediniere della 10ª Divisione che alla fine mantenne sino al 25 settembre 1908, quando gli fu confermato per altri mesi assieme all'avvenuta nomina a tenente di vascello. Il 25 maggio 1909 intraprese gli studi al prestigioso Collegio navale di Tokyo, preposto alla formazione di ufficiali ben preparati: studiò nel Corso B, 12ª classe, per i successivi sei mesi circa. Alla conclusione del percorso accademico, Hasegawa intraprese la specializzazione in naviglio silurante, poiché la lunga esperienza sulle torpediniere aveva esercitato su di lui notevole attrazione; dal 25 novembre, dunque, seguì le lezioni del Corso avanzato alla Scuola siluristi di Yokosuka.
Il 23 maggio 1910 Hasegawa terminò la specializzazione e fu imbarcato sull'incrociatore corazzato Asama, quindi sull'incrociatore protetto Kasagi appena un mese più tardi. L'11 marzo 1911 fu assegnato allo stato maggiore della 2ª Flotta per mettere in pratica le lezioni acquisite al Collegio navale, esperienza durata sino al 1º dicembre quando fu distaccato alla Scuola siluristi come istruttore: in riconoscimento delle sue capacità fu nominato istruttore anche alla Scuola d'ingegneria navale il 22 maggio 1912. Il 1º dicembre lasciò entrambi gli incarichi per affrontare il Corso A a Tokyo, i cui studi (sempre condotti con la 12ª classe) lo impegnarono per quasi un anno e mezzo. Divenuto il 1º dicembre 1913 capitano di corvetta, subito dopo il diploma fu posto a capo della torpediniera Mikazuki il 27 maggio 1914. Il 24 agosto, il giorno successivo all'entrata dell'Impero giapponese nella prima guerra mondiale a fianco dell'Intesa, fu aggregato nuovamente allo stato maggiore della 2ª Flotta e dal 1º dicembre vi ricoprì anche la funzione di aiutante. Il 1º febbraio 1915, concluse le operazioni di una certa importanza in Estremo Oriente, Hasegawa fece rapporto al Ministero della marina che il 5 lo destinò allo stato maggiore dell'Ufficio personale, una delle sue branche amministrative: qui egli servì per oltre un anno fino a quando, il 1º aprile 1916, divenne aiutante e segretario del Ministro della marina (allora l'ammiraglio Katō Tomosaburō). Il 1º dicembre 1917 Hasegawa partì alla volta degli Stati Uniti per raggiungere Washington e ricoprire il posto di addetto militare navale; mantenne l'incarico fino al 20 marzo 1919, quando divenne assistente del suo successore, continuando a vivere negli Stati Uniti. Durante la lunga permanenza ebbe anche notizia dell'avvenuta promozione a capitano di fregata (1º dicembre 1918).

### Gli anni venti e trenta

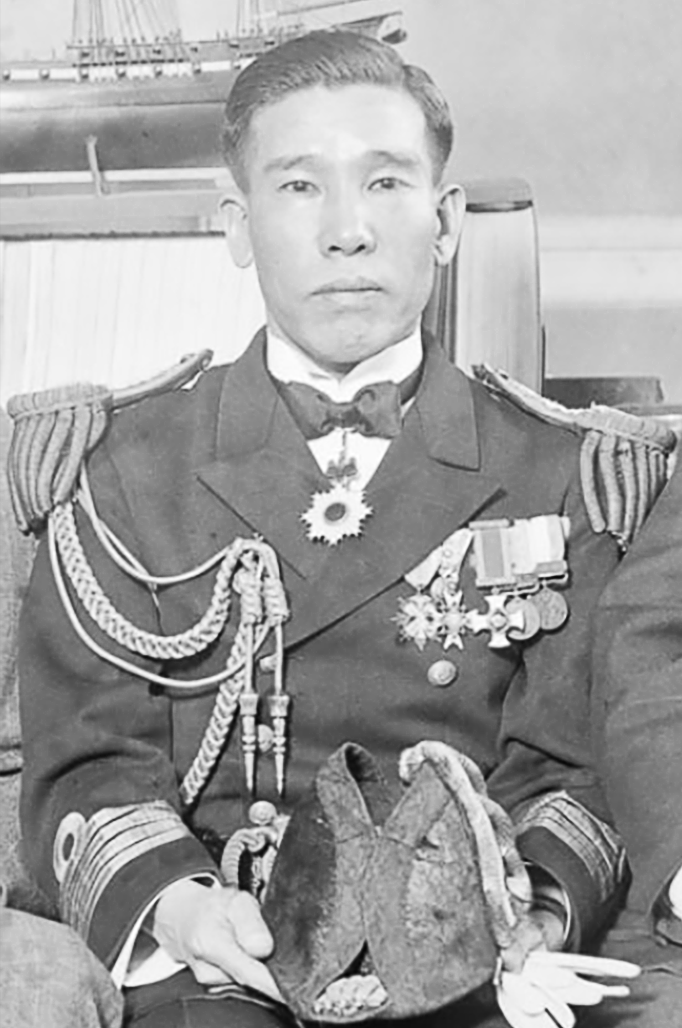
Hasegawa nel 1926, con i gradi di capitano di vascello

Hasegawa ricevette l'ordine di rientro in patria il 1º aprile 1920. Una volta tornato in Giappone, fu assegnato allo stato maggiore della 1ª Squadriglia cacciatorpediniere per continuare l'affinamento delle proprie capacità organizzative; il 15 novembre fu però richiamato presso il Ministero della marina e il 1º dicembre tornò per la seconda volta nello stato maggiore dell'Ufficio personale, lavorandovi due anni. Il 1º dicembre 1922, infatti, fu nominato capo della Sezione 1 del medesimo Ufficio e, concordemente, salì al grado di capitano di vascello. Attendente presso lo stato maggiore generale e il Ministero al 1º novembre 1923, nove giorni più tardi ebbe disposizioni di riprendere il posto di addetto navale all'ambasciata nipponica di Washington, che ricoprì sino al 1º dicembre 1925. Alla data gli pervenne l'ordine di rientro e il 1º maggio 1926, da poco arrivato in patria, fu investito del comando dell'incrociatore corazzato Nisshin, riclassificato nave da difesa costiera di prima classe; esattamente sette mesi più tardi ebbe un incarico ben più prestigioso, ovvero comandante della moderna nave da battaglia Nagato armata con cannoni da 410 mm. Durante il suo mandato Hasegawa non vide combattimenti; rimase però coinvolto, il 1º agosto 1927, nell'incidente occorso al posamine ed ex-incrociatore Tokiwa, sul quale erano esplosi alcuni ordigni: l'unità si trovava nella baia di Saeki (costa settentrionale di Kyūshū), dove tra le altre navi era all'ancora anche la Nagato, sulla quale era in corso una riunione di stato maggiore. Hasegawa interruppe l'assemblea e coordinò l'intervento delle squadre di controllo danni per salvare il posamine. Il 1º dicembre di quell'anno tornò a terra e fu promosso al rango di contrammiraglio subito prima di assumere il posto di capo di stato maggiore del 1º Distretto navale (Yokosuka), ricoperto per quasi due anni: infatti il 30 novembre 1929 fu spostato alla testa della 2ª Squadriglia sommergibili.
Hasegawa proseguì la propria carriera divenendo capo dell'Ufficio 5 dipendente dal Comando costruzioni navali (1º dicembre 1930) e poi direttore dell'arsenale navale a Kure, nel 2º Distretto navale (1º dicembre 1931). Dopo un breve periodo di riposo tra il 10 e il 22 ottobre 1932, fu scelto come attendente del plenipotenziario inviato in febbraio da Tokyo alla conferenza di Ginevra, per discutere circa le limitazioni generali agli armamenti. Il 1º dicembre, mentre si trovava a Ginevra, fu anche promosso viceammiraglio e infine, il 25 aprile 1933, divenne egli stesso ministro plenipotenziario: tuttavia la conferenza era già stata disertata dalla Germania e appena un mese prima dallo stesso Giappone, in risposta alla condanna dell'invasione della Manciuria.
Terminati ufficialmente i lavori, peraltro senza alcun costrutto, il 14 febbraio 1934, Hasegawa tornò a disposizione dello stato maggiore generale e del Ministero della marina; rimpatriato, il 10 maggio ebbe l'importante nomina a viceministro della Marina e fu integrato nel Comitato degli ammiragli. Il 1º dicembre 1936, dopo un lungo periodo lontano da incarichi di prima linea, gli fu affidato il comando della 3ª Flotta che allora si trovava assegnata alla base di Shanghai: Hasegawa alzò le proprie insegne sull'ammiraglia Izumo, un incrociatore corazzato. In seguito al controverso incidente del ponte di Marco Polo del 7 luglio 1937 la tensione tra la guarnigione nipponica e le truppe cinesi in città (così divisa dopo un cessate il fuoco risalente al 1932) si fece sensibile, fino a quando in una sparatoria occorsa il 9 agosto rimase ucciso un sottufficiale giapponese. Hasegawa inviò subito un messaggio alle autorità nazionaliste perché evacuassero le loro forze dalla zona smilitarizzata, ma invero la situazione continuò a peggiorare e cominciarono alcuni scontri; il 13 agosto Hasegawa fece intervenire una divisione di cannoniere, poi dalle 16:00 diresse personalmente vari bombardamenti dello Izumo e del resto della 3ª Flotta, naviganti sul Fiume Azzurro e sullo Huangpu, contro le posizioni cinesi a Shanghai. Il 15 agosto poté schierare anche le portaerei Ryujo, Hosho della 1ª Divisione e la Kaga della 2ª Divisione, che impegnò immediatamente in incursioni sulle postazioni cinesi fuori Shanghai e sugli aeroporti vicini.

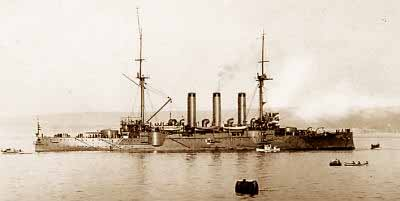
L'incrociatore Izumo a Shanghai negli anni trenta

Il giorno successivo egli trasmise un urgente messaggio allo stato maggiore di Tokyo, perché convincesse i comandi dell'Esercito imperiale a distaccare tre reggimenti in aiuto alle determinate ma poco numerose truppe di marina a Shanghai, visto che i cinesi avevano fatto affluire forze nettamente superiori: il capo di stato maggiore, ammiraglio della flotta principe Hiroyasu Fushimi, aumentò di sua iniziativa le truppe richieste a tre divisioni. Nonostante l'opposizione di alcuni ufficiali, come il maggior generale Kanji Ishiwara, a inviare rinforzi per sistemare una «faccenda di responsabilità della Marina», il comandante supremo dell'esercito Hajime Sugiyama si disse d'accordo con i membri del Gabinetto Konoe che autorizzarono l'imbarco. Il 23 agosto Hasegawa coprì l'afflusso degli attesi rinforzi ma, intanto, non aveva lesinato i tiri in appoggio alla guarnigione assediata: in particolare lo Izumo stroncò più assalti delle fanterie cinesi, tanto che già il 14 agosto era stato bersaglio di un massiccio attacco condotto dall'aeronautica nazionalista, peraltro fallito miseramente in quanto le bombe caddero o in mare o nel fitto tessuto urbano di Shanghai, provocando una strage di civili. Hasegawa continuò a supportare le formazioni dell'esercito nel corso della violenta battaglia, che volse sempre più in favore delle armi giapponesi, e il 20 ottobre 1937 fu nominato comandante anche della Flotta dell'Area cinese, costituita appositamente per coordinare le squadre inviate nel nuovo teatro di guerra (compresa la 3ª Flotta). Lo scontro sanguinoso per la città si concluse il 26 novembre con una piena vittoria per l'Impero giapponese e nessuna perdita tra le navi di Hasegawa.

### Ultime cariche esercitate

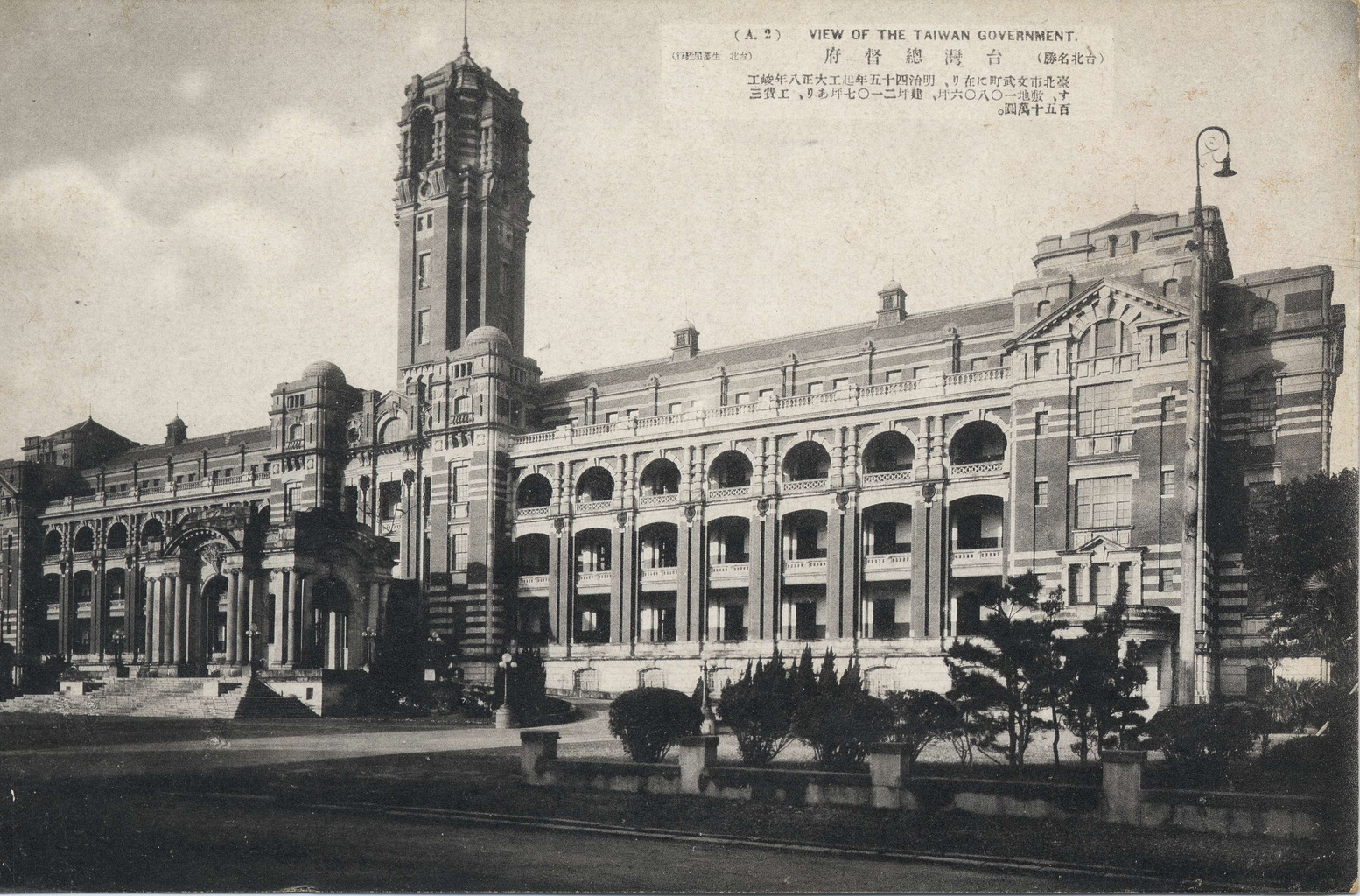
La residenza ufficiale del Governatore di Taiwan

Il viceammiraglio Hasegawa continuò a dirigere operazioni di minore importanza in Cina fino al 25 aprile, quando fu rimpatriato per assumere il posto di comandante in capo del 1º Distretto navale, sistemandosi a Yokosuka; tornò inoltre nel Comitato degli ammiragli, dai cui lavori si era assentato a causa degli impegni al fronte. Ufficiale stimato e onorato, il 1º aprile 1939 ottenne i gradi di ammiraglio e dal 1º maggio 1940 sedette alle riunioni del Supremo Consiglio di Guerra in qualità di consigliere navale. Nel corso dell'anno il suo nome iniziò a essere fatto dallo stato maggiore dell'esercito, dai genrō ancora in vita e dal Consiglio degli jūshin come possibile nuovo candidato al governatorato generale di Formosa. Come di prassi all'epoca, la proposta fu passata al Primo ministro in carica che la espose, caldeggiandola, all'imperatore Hirohito. Il sovrano ratificò la scelta in inverno e dal 27 novembre Hasegawa cominciò a esercitare la sua nuova funzione: nel lungo incarico di governatore fu fautore di una politica di "nipponizzazione" (kominka kyoiku) della popolazione locale e spese molte energie per il reclutamento volontario dei taiwanesi, che alla fine del 1943 superarono ampiamente il milione – risultato anche di forti pressioni degli ufficiali addetti. Infine intraprese una decisa espansione delle installazioni militari sull'isola le quali, nel tardo 1944, annoveravano due basi per idrovolanti, quindici aeroporti per le forze aeree dell'Esercito e undici stazioni aeree per l'aviazione di Marina. Il 4 aprile 1942 fu decorato con il cavalierato di I Classe dell'Ordine del Nibbio d'oro.
Il mandato di Hasegawa spirò il 30 dicembre 1944 ed egli fu rimpatriato per occupare il posto di consigliere navale nel Consiglio Supremo per la condotta della guerra, erede simile nel nome al precedente consesso ed egualmente poco incisivo riguardo alle operazioni sul campo. Hasegawa fu anche investito della carica di ispettore e, nel febbraio 1945, si mise allo studio della situazione globale della provata Marina imperiale: l'impietoso documento scaturito dalla sua attenta ricerca fu esposto da un Alto comitato tecnico, del quale era stato nominato presidente il 1º giugno, allo stesso Hirohito. Sembra che l'imperatore fosse rimasto particolarmente colpito dal contenuto drammatico dell'analisi e, si pensa, ciò contribuì alla sua decisione di capitolare agli Alleati.

### Ritiro e morte
In seguito alla resa ufficiale del Giappone del 2 settembre 1945, Hasegawa rimase in servizio attivo ancora per alcune settimane, quindi il 30 novembre rassegnò le proprie dimissioni. Subito dopo fu tratto in arresto dalle autorità occupanti statunitensi e inserito nella classe A di criminali di guerra, ovvero di coloro che, in posizioni di alta responsabilità civile e militare, si erano macchiati di gravi atrocità. Fu comunque rilasciato dopo un breve periodo di detenzione, non comparendo dinanzi al Tribunale militare internazionale per l'Estremo Oriente. Hasegawa poté ritirarsi a vita privata a Tokyo, dove morì il 2 settembre 1970 all'età di 87 anni.